# Richard Chancellor
Richard Chancellor (1521 Bristol – 10. listopadu 1556 Severní moře) byl anglický mořeplavec a navigátor, který položil základ obchodních vztahů mezi Ruskem a Anglií.

## Životopis

### Mládí a doba před expedicí
Narodil se v Bristolu, pravděpodobně v roce 1521. V mládí byl vychován v domě vlivného dvořana Williama Sydneyho, lorda Penshursta spolu s jeho synem Henry Sydney, byl společníkem prince Eduarda, budoucího krále Eduarda VI. Jelikož měl obyčejný původ, zjevně nedostal systematické vzdělání a za své znalosti navigace, geografie a astronomie vděčil mořeplavci Sebastianovi Cabotovi a také matematikovi a astronomovi Johnu Deeovi. Roku 1550 se zúčastnil plavby Rogera Bodenhama na bárce „Aucher“ do Středozemního moře, na ostrovy Chios a Kréta.

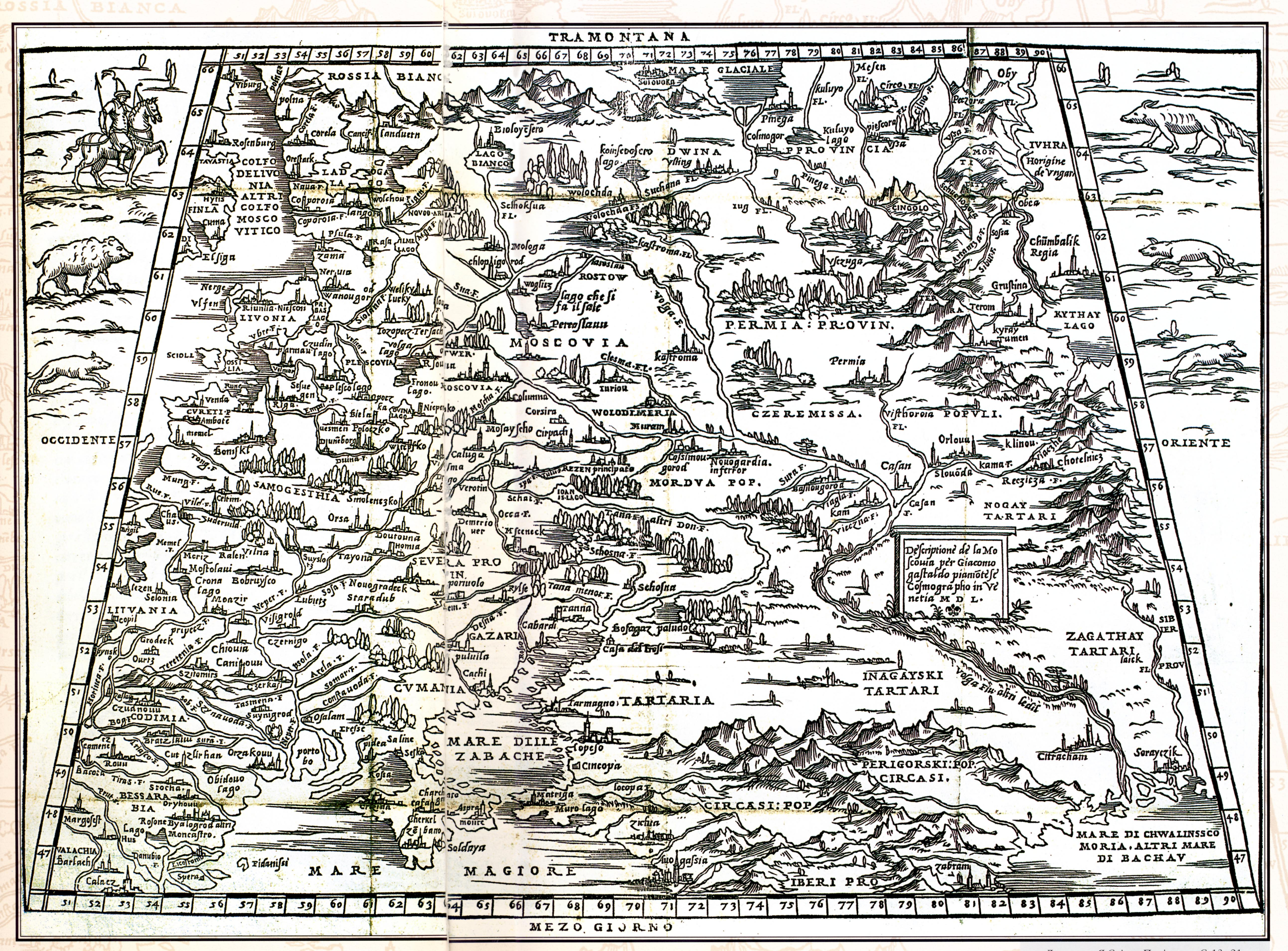
Čínské jezero na mapě Giacoma Gastaldiho z italského vydání Rerum Moscoviticarum Commentarii od S. Herbersteina

Roku 1551 založili Sebastiano Caboto a John Dee spolu s geografem Richardem Hackluytem za podpory vlivných šlechticů, zejména Johna Dudleyho, vévody z Northumberlandu, v Londýně Společnost obchodních dobrodruhů do nových zemí, která se zabývala zejména hledáním severní mořské cesty do Číny.
V té době převládal v evropské geografii mylný předpoklad, že by bylo možné se dostat z Evropy do Číny přes řeku Ob. Tuto myšlenku rozšířil zejména rakouský diplomat Siegmund von Herberstein, který v letech 1517 a 1526 navštívil Moskevské velkoknížectví. Vypracoval mapu Sibiře, na které bylo v horním toku Obu zobrazené obrovské jezero, které nazval Čínské jezero (Kitai lacus), poblíž kterého se nacházelo město Kumbalik.

### První expedice
Dne 20. května 1553 vyslal anglický král Eduard VI. tři lodě vybavené Společností obchodních dobrodruhů hledat severovýchodní cestu do Indie a Číny pod velením kapitána sira Hugha Willoughbyho, který byl vybrán pro své vojenské a vůdčí schopnosti získané v bojích proti Skotům na severu Anglie. Neměl žádné předchozí námořní ani navigační zkušenosti, ale doufalo se, že se na moři osvědčí, stejně jako v bojích se Skoty na souši. Richard Chancellor měl být navigátorem malé flotily, která se skládala ze tří lodí: Bona Esperanza (pod vedením Willoughbyho), Edward Bonaventure (pod vedením Chancellora) a Bona Confidentia (pod vedením Corneliuse Duerferta). Sebastian Caboto vypracoval pro expedici podrobné instrukce a doporučil vést lodní deník. Tento zvyk, přijatý všemi loďmi, trvá dodnes. Na expedici se vydalo jedenáct anglických kupců a 105 námořníků.

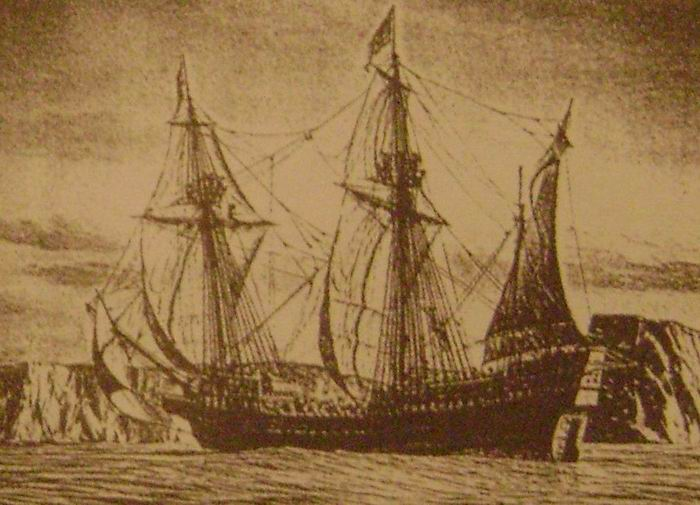
Rok 1553. Loď navigátora Chancellora „Edward Bonaventure“ obeplouvá Severní mys.

U Lofotských ostrovů výpravu zasáhla silná bouře a Chancellorova loď se od ostatních vzdálila a ztratila. Willoughby pokračoval dál sám, přeplul Studené moře a dostal se až k Nové Zemi. Prozkoumal nehostinném pobřeží a protože neviděl další možnost pokračování v cestě, rozhodl se vrátit zpět. Dopluli k poloostrovu Kola, kde je zasáhla tuhá arktická zima a lodě zamrzly v místě, kde se dnes nachází město Murmansk. Arktickou zimu nikdo nepřežil. V květnu 1554 pomorští rybáři našli dvě lodě a na nich 63 mrtvých Angličanů, včetně kapitána Hugha Willoughbyho. Naštěstí se jim podařilo najít i jeho deník s popisem cest a objevů.
Chancellor měl po bouři více štěstí než sir Hugh Willoughby. Pokračoval dále v cestě, objevil a pojmenoval Severní Mys. Doplul do Vardø, posledního norského přístavu před nehostinným arktickým ruským pobřeží. Zde se setkal se skotskými rybáři, kteří ho varovali před další cestou na východ. Jejich varování nedbal a pokračoval dál východním směrem až nalezl průjezd do Bílého moře, kde se setkal s pomorskými rybáři, kteří byli nadšeni velikostí jeho lodě a poskytli mu informace o ruském pobřeží, rybářských osadách a klášterech v okolí. Po získání pokynů od Pomorů pokračoval do vesnice Ňonoksa na Letním pobřeží a odtud do kláštera Nikolo-Korely na ostrově Jagry (kde se v současnosti nachází ruské město Severodvinsk). Následně pokračoval do kláštera archanděla Michaela při ústí Severní Dviny. U kláštera zaznamenal trhovou osadu, příjemně ho překvapila hloubka ústí řeky a poznamenal si do svého deníku, že by to byl vhodný přístav pro velké anglické lodě s velkým ponorem. Z kláštera pokračoval dále do Cholmogor, nejrušnějšího ruského přístavu té doby. Změřil vody v okolí města a zjistil, že jsou příliš mělké.
Když ruský car Ivan IV. Hrozný zjistil, že v Cholmogorách je výprava Angličanů, okamžitě pozval exotického hosta k návštěvě Moskvy a k audienci u carského trůnu. Chancellor podnikl přes tisíc kilometrů dlouhou cestu zmrzlým a zasněženým Zavoločím až do Moskvy. Velikost města ho překvapila, poznamenal si do deníku, že Moskva je mnohem větší než Londýn, ale na druhou stranu je příliš primitivní pro své nevzhledné dřevěné domy, které jsou chaoticky postavené. Carský palác a luxusní večeře, které se mu dostalo ho oslnily. Car byl nadšen myšlenkou na otevření obchodní cesty do Anglie, protože Ruské carství v té době nemělo ještě přímý přístup k Baltskému moři, v cestě mu stály nepřátelsky naladěné státy Švédsko a Polsko-litevská unie. Obchod přes Balt zajišťovala Hanza, ale pro Rusko nevýhodně. Chancellor byl stejně nadšený z nových možností jako car. Nenašel sice cestu do Číny, ale objevil odbytiště anglického plátna a vlny a na oplátku měl přislíben vosk, vzácné kožešiny a obilí. Car dal Chancellorovi zvací dopis pro anglické obchodníky, kde jim sliboval obchodní výhody. Po návratu do Londýna byl nadšeně uvítán obchodníky, kteří považovali navázání vztahů s novým státem na východě za velký úspěch. Společnost dobrodruhů byla přeměněna na Moskevskou společnost a zaměřila se na obchod s Ruským carstvím. V Anglii zemřel král Eduard IV. a nová královna Marie I. Tudorovna obchod s Ruskem i nadále podporovala.

### Druhá expedice
Roku 1555 se Chancellor vyplul na druhou cestu na východ, tentokrát ho doprovázela i jeho manželka a malý syn. Během této expedice se dozvěděl o osudu posádek zbývajících dvou lodí předchozí výpravy a získal Willoughbyho deník, který okamžitě poslal do Londýna. Car Ivan IV. laskavě přijal Chancellora a jeho společníky. Anglickou královnu Marii nazval svou drahou sestrou. Hlavní místo pro obchod bylo vybráno v Cholmogory, cenotvorba byla zcela na Angličanech, všude mohli obchodovat zcela svobodně a bezcelně.
V roce 1556 se Chancellor vydal na cestu zpět do Londýna. Přidal se k němu první ruský velvyslanec v Anglii Osip Nepeja a šestnáct vlivných ruských obchodníků, včetně Theofana Makarova a Michaila Grigorjeva. Bohužel nyní štěstí Chancellorovi už nepřálo. Ze čtyř lodí se do Londýna dostala jen jedna jediná, další tři se potopily. Bona Esperanza se potopila u norského pobřeží, Bona Confidentia se ztratila v bouři nedaleko Trondheimu a už o ní nikdo neslyšel a Edward Bonadventure, na které byli nejdůležitější lidé celé expedice se potopila 10. listopadu 1556 u severního pobřeží Skotska. Richard Chancellor se utopil, spolu s ním se utopila jeho žena, syn, většina posádky a sedm z ruských obchodníků. Veškeré ruské zboží a carovy dary pro královnu byly zničeny. Skotové zajali zbývající posádku lodi, včetně vyslance Nepeja, kterému trvalo několik měsíců než byl propuštěn a dopraven do Londýna. Philip and Mary, poslední z lodí flotily, přezimovala v Trondheimu a úspěšně se vrátila do Londýna v dubnu 1557.
Ačkoliv Richard Chancellor zemřel, objevil po moři novou cestu do Ruska. Tato trasa zůstávala po celá desetiletí pro Angličany jedinou životaschopnou trasou do carského Ruska.

## Památky
- Je po něm pojmenována jedna z ulic v Severodvinsku na severu ostrova Jagry
- Na nábřeží pojmenovaném po Alexandru Zrjačevovi na ostrově Jagry je pamětní deska kapitána Richarda Chancellora